# كارلوس إدواردو مانسو دي كارفاليو
كارلوس إدواردو مانسو دي كارفاليو هو لاعب كرة قدم برازيلي في مركز الوسط، ولد في 4 يناير 1993 في ريو غراندي دو نورتي في البرازيل. لعب مع سبورتينغ براغا.

## وصلات خارجية
- كارلوس إدواردو مانسو دي كارفاليو على موقع قاعدة بيانات كرة القدم.إي يو (الإنجليزية)
- كارلوس إدواردو مانسو دي كارفاليو على موقع AS.com (الإسبانية)